# روبرت كيث
روبرت كيث (بالإنجليزية: Robert Keith)‏ هو كاتب سيناريو وكاتب وممثل أمريكي، ولد في 10 فبراير 1898 بفولر في الولايات المتحدة، وتوفي في 22 ديسمبر 1966 بلوس أنجلوس في الولايات المتحدة.

## أعمال

### أفلام
- (1951) ها قد أتى العروس
- (1955) أحبني أو اهجرني
- (1956) مكتوب على الريح

## وصلات خارجية
- روبرت كيث على موقع IMDb (الإنجليزية)
- روبرت كيث على موقع تيرنر كلاسيك موفيز (الإنجليزية)
- روبرت كيث على موقع أول موفي (الإنجليزية)
- روبرت كيث على موقع قاعدة بيانات برودواي على الإنترنت (الإنجليزية)
- روبرت كيث على موقع قاعدة بيانات الأفلام السويدية (السويدية)
- روبرت كيث على موقع إن إن دي بي (الإنجليزية)
- روبرت كيث على موقع قاعدة بيانات الفيلم (الإنجليزية)